# Cases Miquel Elias
Les cases Miquel Elias són un conjunt arquitectònic situat als carrers de la Mercè i el passeig de Colom de Barcelona, catalogat com a bé cultural d'interès local. Actualment allotja les dependències del rectorat de la Universitat Pompeu Fabra (UPF).

## Història
El 1821, el comerciant i fabricant de paper Miquel Elias i Vilarrúbia (Sant Pau de la Guàrdia, 1766 - Barcelona, 1841) va adquirir a Francesc Xavier d'Oms i de Santa Pau, òlim de Sentmenat i de Vera, marquès de Castelldosrius, un terreny entre els carrers de la Mercè i de les Pulleres (actualment Louis Braille) i la Muralla de Mar (actualment Passeig de Colom) que contenia un magatzem de planta baixa, que el 1824 va fer enderrocar i reconstruir de nova planta i amb més altura, segons el projecte de l'arquitecte Antonio Ginesi. El 1826, va adquirir al prior del Convent de la Mercè una casa al costat de la seva, que tot seguit va fer reformar.
El 1834, va demanar permís per a enderrocar les construccions existents i construir-hi l'actual edifici núm. 8 del carrer de la Mercè segons el projecte de l'arquitecte Francesc Vila, i el 1836, va adquirir una altra casa procedent de la desamortització dels bens del Convent de la Mercè a tocar del carrer de Voltres. El 1838, va presentar el projecte de l'edifici del número 10 del carrer de la Mercè, obra de l'arquitecte Josep Vilar, i el 1840, el del número 12, obra del mestre d'obres Josep Nolla, que seguia el mateix estil que la primera construcció, però va morir l'any següent sense veure l'obra acabada.
Miquel Elias havia constituït la societat Elías y Sobrino amb el seu nebot Joaquim Serra i Franch (Capellades, 1780 - Barcelona, 1864), casat amb Rosa Fontanelles i Llucià. A la seva mort, Serra va constituir la societat de comerç i naviliera Serra i Parladé amb Josep Parladé i Llucià, que l'abandonaria el 1858. La succeí Serra y Sobrino, amb la participació del seu nebot Joan Jover i Serra (Igualada, 1823 - Barcelona, 1879). En el seu testament, Elias va deixar el núm. 8 a Josep Parladé, el núm. 10 a Joaquim Serra i el 12 a Rosa Fontanellas, però a la mort d'aquesta el 1843 la propietat passà a mans del seu marit, que morí el 1864. El succeïren Joan Jover i la seva esposa Maria Rosa Costas i Llucià, que el 1884 hi va fer reformar la porta principal i el pati central.

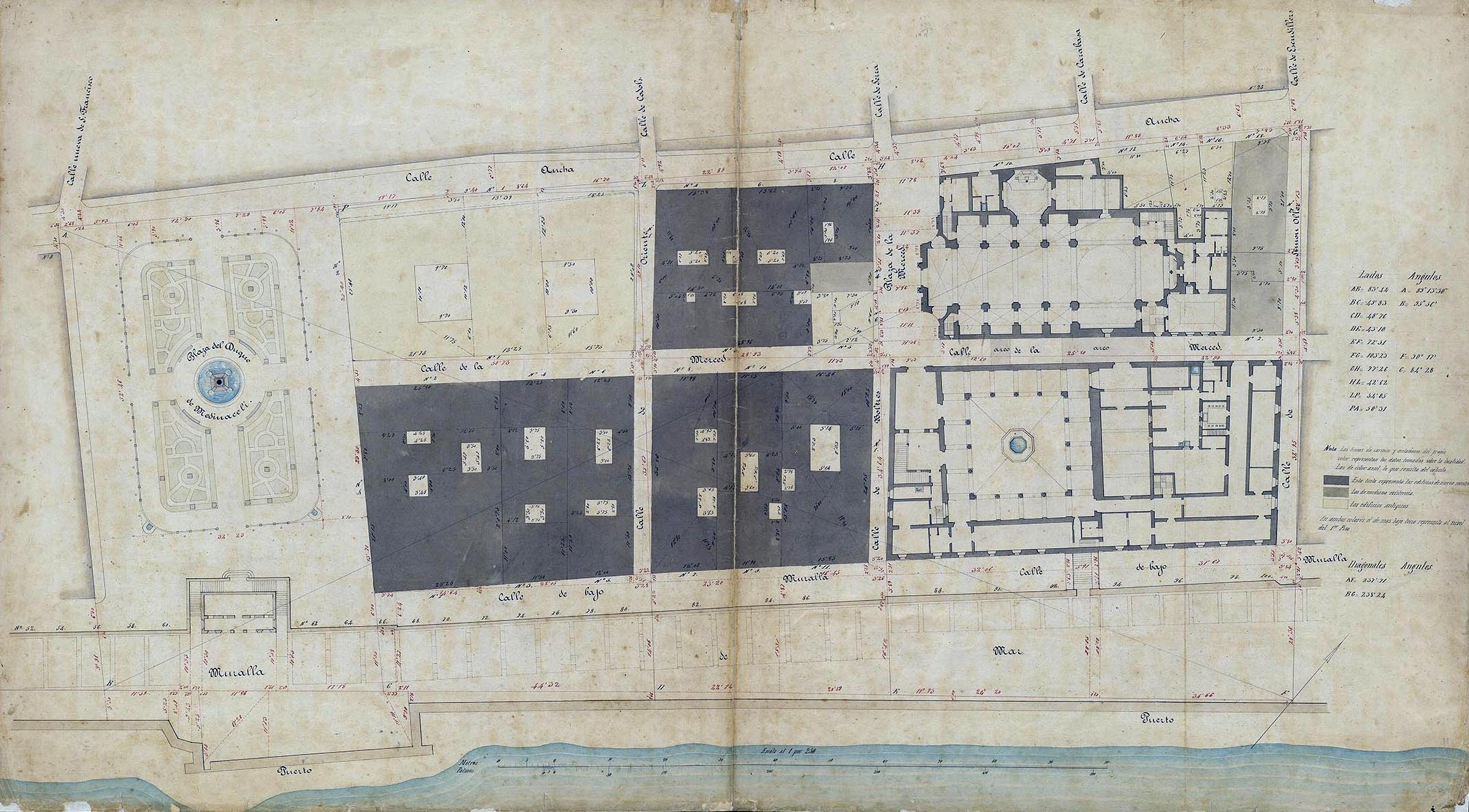
Quarteró núm. 118 de Garriga i Roca (c. 1860)

Entre les dècades del 1910 i 1980, al número 10 hi havia la seu administrativa de l'empresa Bosch i Cia, productora de l'Anís del Mono. Després d'un abandonament prolongat, la Universitat Pompeu Fabra adquirí el conjunt i el sotmeté a una profunda rehabilitació entre els anys 1992 i 1993, obra dels arquitectes Josep Benedito i Jaume Llobet, que serví per a recuperar algunes de les sales de la planta noble amb la seva decoració. No obstant això, en la unificació dels nuclis de comunicació vertical només s'ha mantingut l'escala principal del número 12.

## Descripció
Es tracta d'un conjunt de dos edificis «siamesos», tot i que obra de diferents arquitectes.
L'edifici corresponent al número 10 del carrer de la Mercè s'estructura al voltant d'un pati central, d'on neix l'escala noble, separada de l'escala de veïns. La façana s'estructura en una planta baixa, un entresol d'alçada reduïda i tres plantes de pisos. Les obertures de la planta baixa són d'arc escarser adovellat, mentre que les obertures dels pisos són rectangulars i amb marcs de pedra i s'obren a un balcó de llosana de pedra de volada decreixent en funció de l'alçada de la planta, recolzat sobre dues mènsules de decoració senzilla. A les sobrellindes de les obertures del primer pis se situen uns relleus amb escenes vinculades al comerç marítim protagonitzades per nens. L'edifici es finalitza amb una cornisa motllurada i amb denticles.
El número 12 segueix un esquema molt semblant al del seu veí, tot i la seva major dimensió. Es desenvolupa entorn un pati interior molt decorat. La seva diferència principal rau en la façana del carrer de la Mercè, on trobem una entrada principal clarament destacada per la seva major altura, que ocupa també l'entresol amb el seu arc de mig punt, amb pilastres, motllura i clau decorades amb motius geomètrics. A més, a les cantonades de l'edifici, el primer pis compta amb un balcó corregut.